# ドゥローニア
ドゥローニア（イタリア語: Duronia）は、イタリア共和国モリーゼ州カンポバッソ県にある、人口約400人の基礎自治体（コムーネ）。

## 地理

### 位置・広がり

#### 隣接コムーネ
隣接するコムーネは以下の通り。括弧内のISはイゼルニア県所属を示す。
- バニョーリ・デル・トリーニョ (IS)
- チヴィタノーヴァ・デル・サンニオ (IS)
- フロゾローネ (IS)
- モリーゼ
- ピエトラクーパ
- トレッラ・デル・サンニオ

## 行政

### 分離集落
ドゥローニアには、以下の分離集落（フラツィオーネ）がある。
- Casalotto, Casale, Madonnella, San Ianni